# Nizzai első világháborús emlékmű
A Nizzai első világháborús emlékmű (franciául: Monument aux morts de Rauba-Capeù) a dél-franciaországi város négyezer első világháborús áldozatának állít emléket.

## Az emlékmű
Az emlékmű a várdomb (Colline du château) lábánál, a sziklafalnak támaszkodva áll. Úgy helyezték el, hogy jól látható legyen a híres promenádról és a Földközi-tengerről egyaránt. 1928-ban leplezték le, tervezője Roger Séassal volt. Ünnepélyes felavatásán részt vett Ferdinand Foch marsall, valamint a Villefranche-öbölben állomásozó szövetséges – amerikai, brit és olasz – hadihajók legénysége is.
Az emlékmű az egyik legnagyobb a hasonló franciaországi alkotások között, 32 méter magas. A sziklacsúcs felé törő ívek alatt kenotáfium áll. A domborműveket, amelyek a háborút, a békét, a szabadságot és a hatalmat szimbolizálják, Alfred Janniot szobrász készítette. Az emlékmű íveit a sziklafalba vágták. Az emlékműbe belevésték azoknak a nizzaiaknak a nevét, akik meghaltak a csatározásokban. Később ezt kiegészítették a második világháborús áldozatok névsorával, majd felkerültek az indokínai háború és az algériai háború halottjainak nevei is.